# Chavannes-les-Forts
Pour les articles homonymes, voir Chavannes.
Chavannes-les-Forts (Tsavanè  en patois fribourgeois) est une localité et une ancienne commune suisse du canton de Fribourg, située dans le district de la Glâne.

## Histoire
Elle a fusionné le 1er janvier 2004 avec ses voisines Prez-vers-Siviriez, Siviriez et Villaraboud pour former la commune de Siviriez. Ses habitants sont appelés les « Renards »[réf. nécessaire].